# Musée Roemer et Pelizaeus
Le musée Roemer et Pelizaeus de Hildesheim est un musée d'art et d'archéologie situé à Hildesheim, en Allemagne nommé en l'honneur de Hermann Roemer (de) et Wilhelm Pelizaeus (de). Le musée est réputé en raison de son importante collection d'artefacts de l'Égypte antique de même que de nombreuses pièces de collection consacrées à l'art péruvien ancien,. Il comprend également une vaste collection de porcelaines chinoises,, de perles anciennes, de dessins et de gravures. À cela s'ajoute une importante collection d'histoire naturelle, qui inclut les domaines de la paléontologie, la géologie, la minéralogie, la zoologie (dont d'importantes collections ornithologiques et d'insectes) et la botanique, avec plus de 200 000 objets. L'ensemble de ses collections totalisent plus de 400 000 objets.

## Historique
En 1844, Hermann Roemer et Wilhelm Pelizaeus, avec l'aide d'autres créer une association pour fonder un musée qui portera leur nom. Roemer initié et financé l'achat de nombreuses collections et la construction du musée. De son côté, en 1907, Pelizaeus fit don d'une importante collection d'antiquités égyptiennes à sa ville natale. Les premiers bâtiments du musée dans la rue « am Steine » furent l'église Saint-Martin (de), une ancienne église monastique franciscaine, inutilisée à cette époque, et l'orphelinat, acquis en 1911 pour abriter la collection égyptienne. Entre 1885 et 1887, une façade néogothique fut érigée, et a donné au complexe muséal son extension ultérieure qui servit à abriter les collections après 1894.
Des mesures structurelles globales ont apporté des modifications dans les années 1930 lorsque l'entrée de l'orphelinat fut rénovée. Les bâtiments furent gravement endommagés durant la Seconde Guerre mondiale nécessitant leur reconstruction permettant la réouverture du musée en 1959. Grâce au soutien financier des citoyens et des associations de Hildesheim, une partie du nouveau bâtiment du musée a été achevée entre 1998 et 2000.

## Galerie d'images

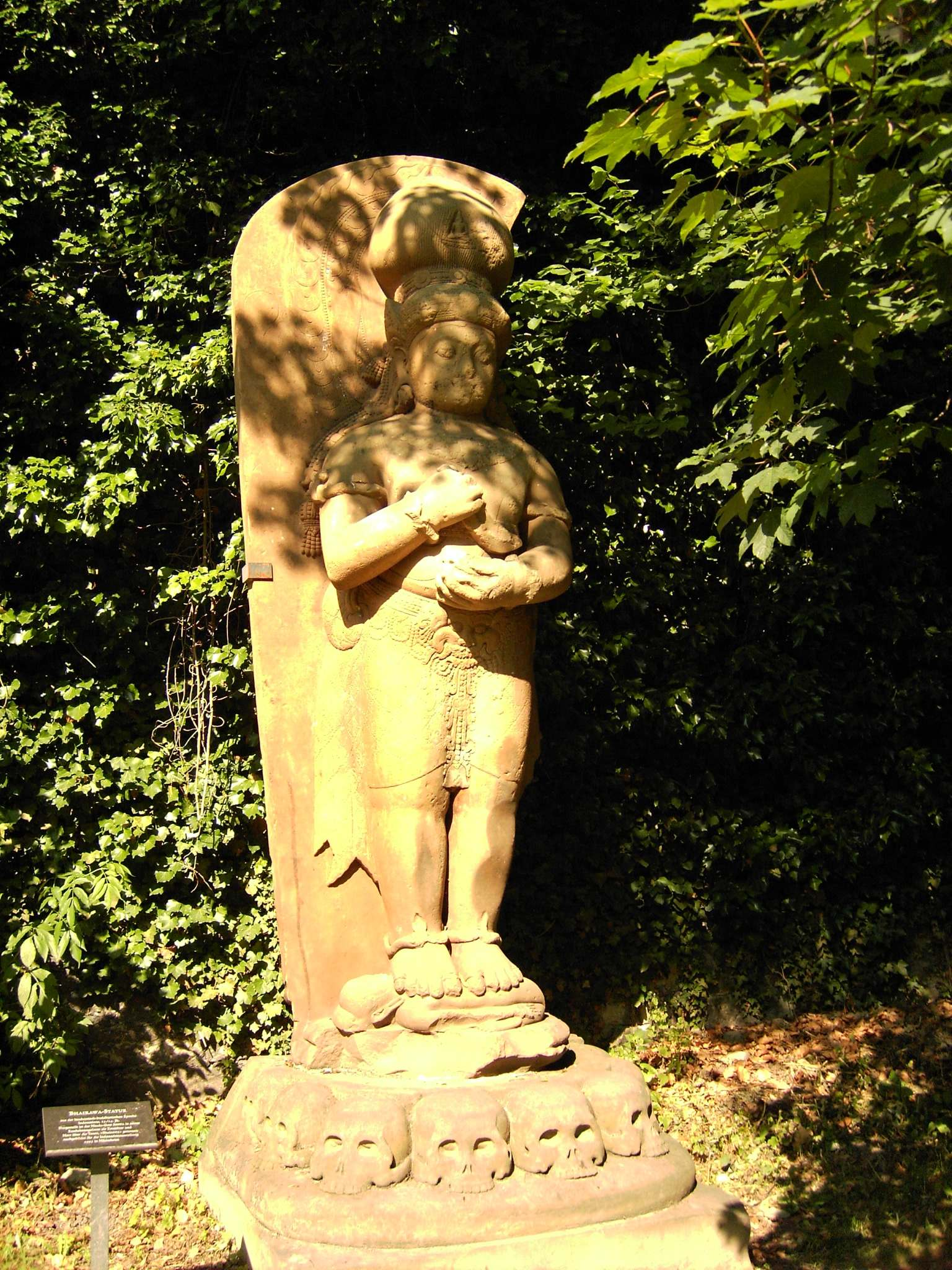
Réplique d'une statue de Shiva
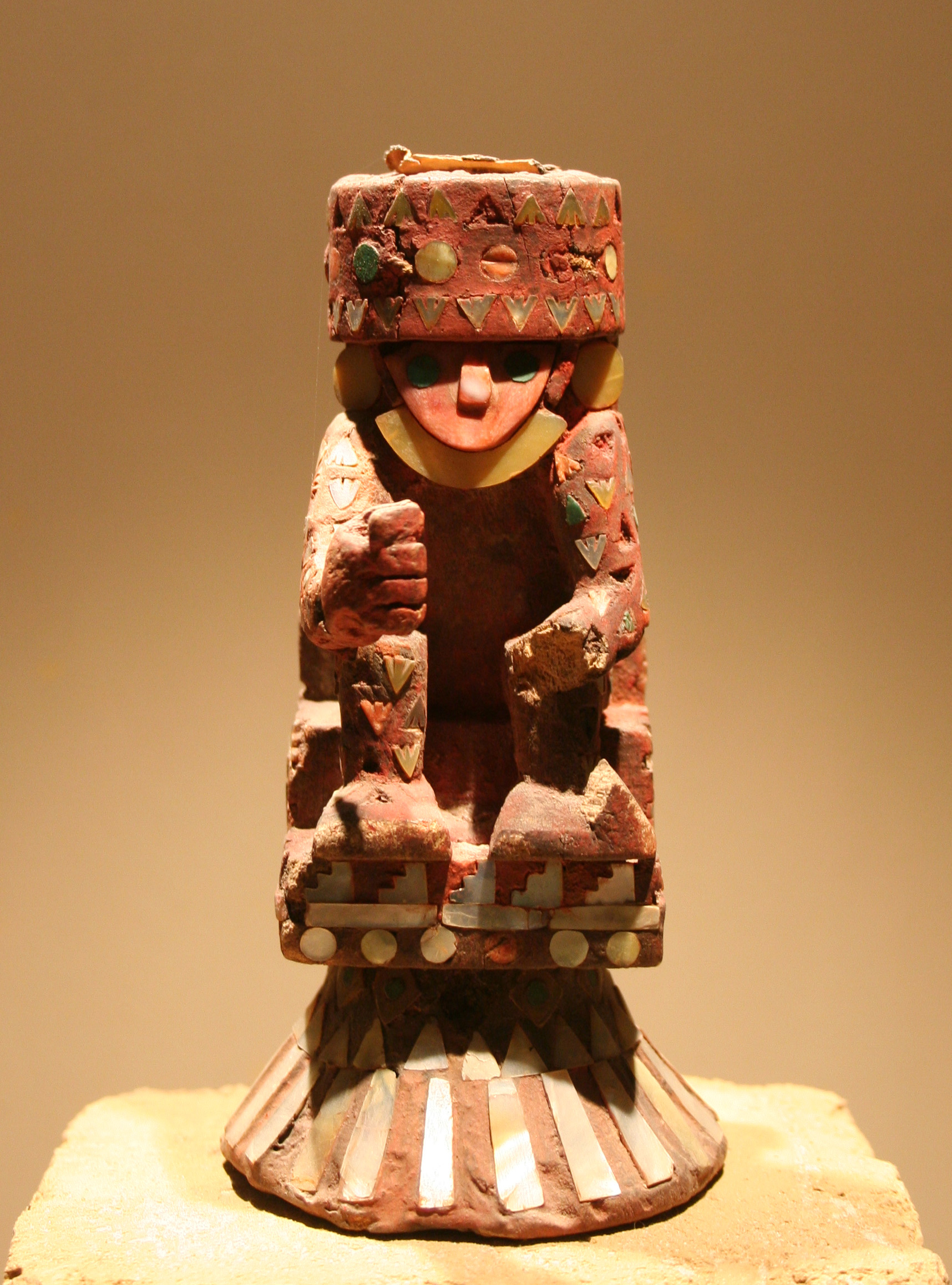
Sculpture sur bois décorée de la culture chimú
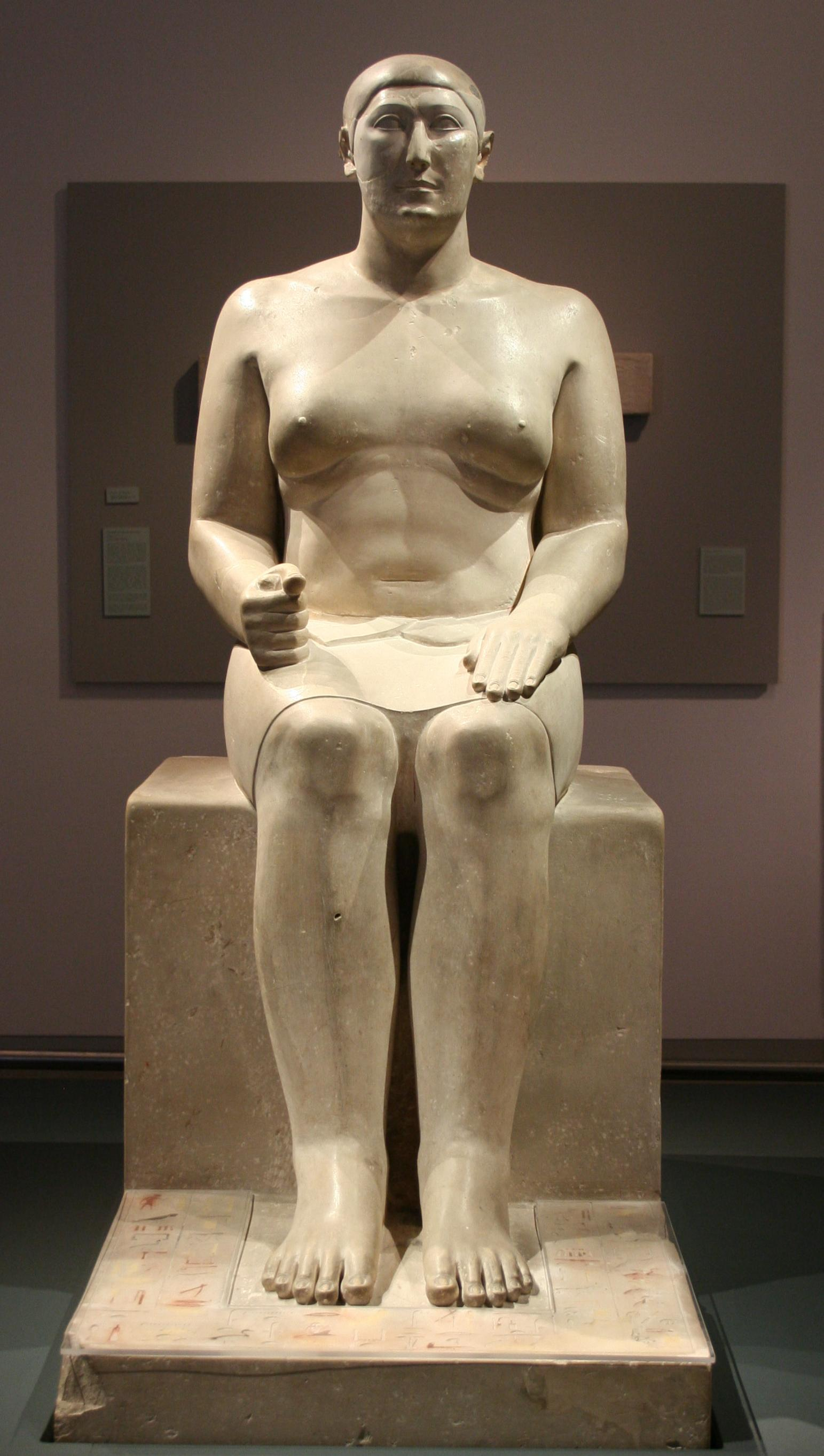
Statue du vizir Hémiounou
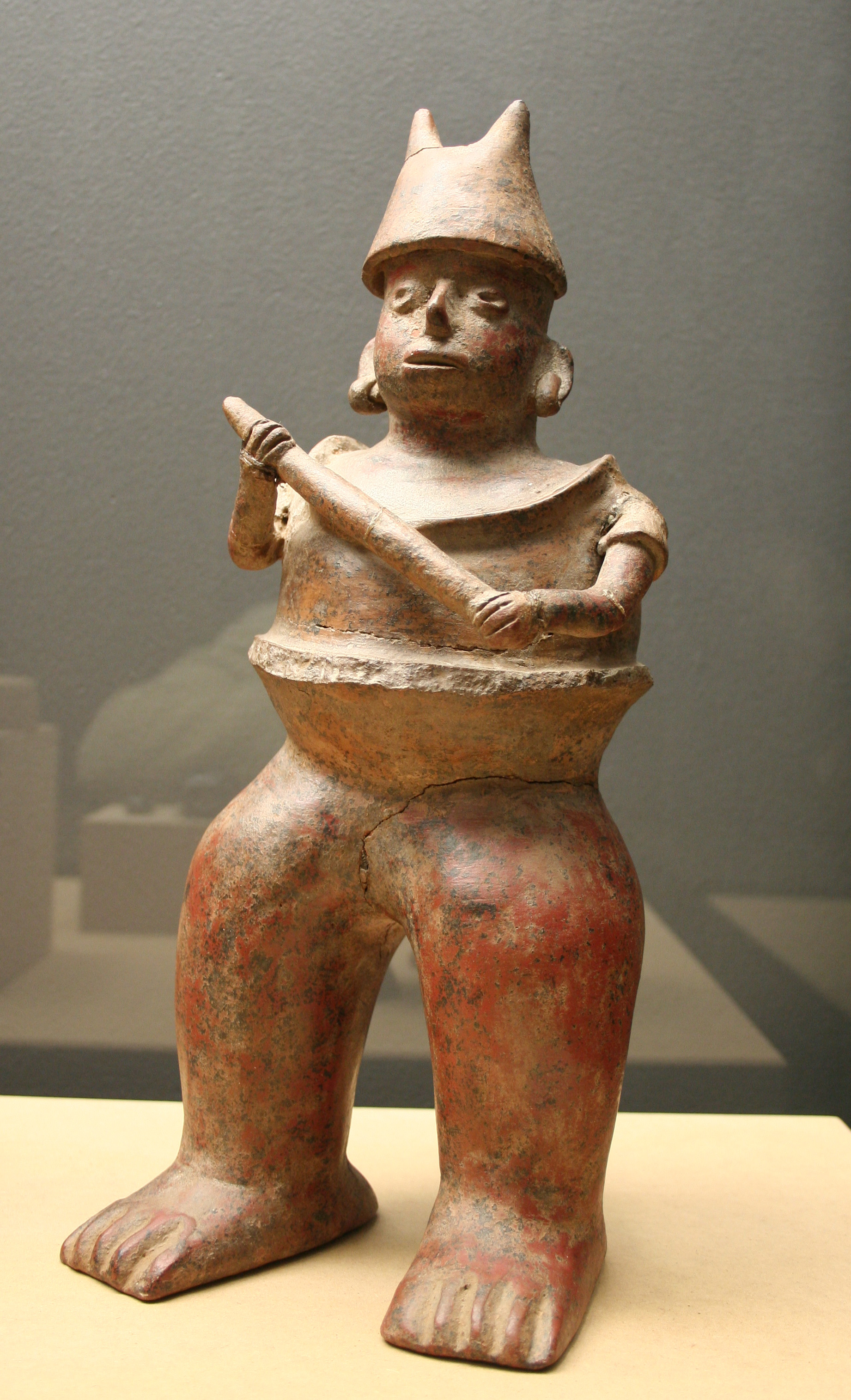
Œuvre de description non précisée
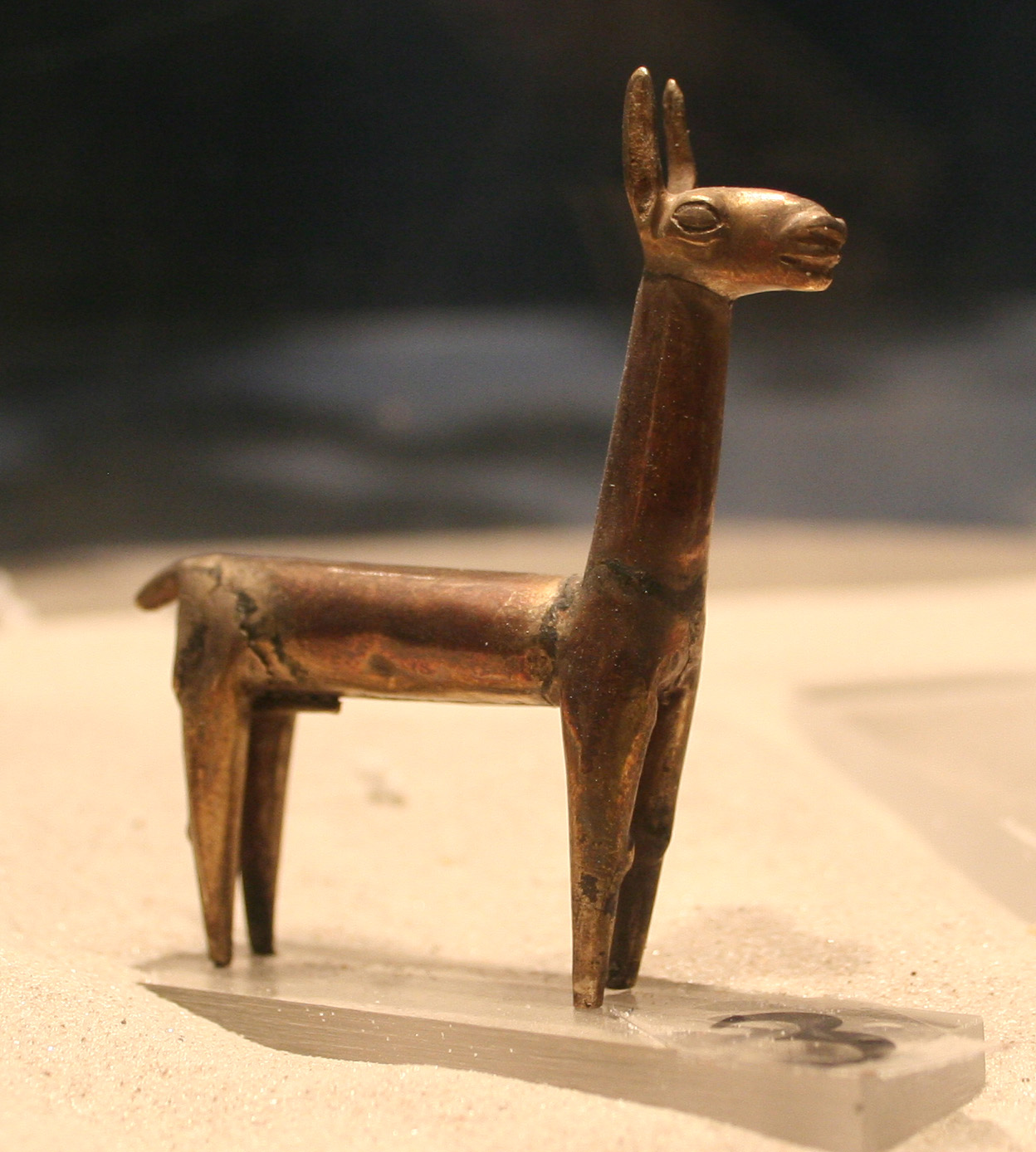
Œuvre de description non précisée
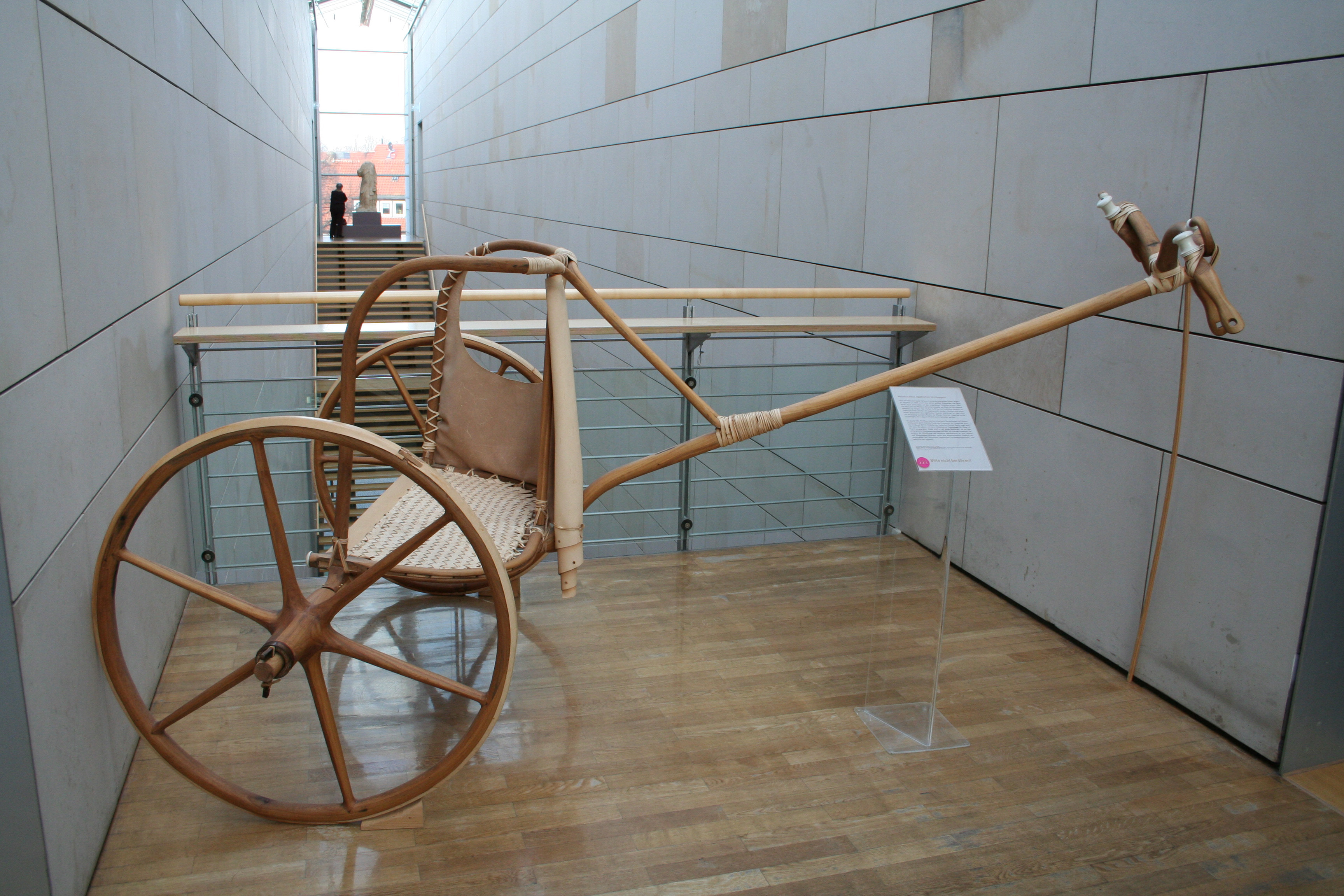
Réplique d'un char égyptien antique